# Atom (comics)
Pour les articles homonymes, voir Atom.
Atom (The Atom en version originale) est un super-héros de comics appartenant à l'univers de DC Comics, c'est l'un des membres de la Ligue de justice d'Amérique. Le costume a été porté par plusieurs personnages différents.
Créé en octobre 1940 par Ben Flinton et Bill O'Conner dans All-American Comics #19 sous l'identité d’Al Pratt. Sous l'identité de Ray Palmer, le personnage est créé par Gardner Fox et Gil Kane en 1961 dans Showcase # 34. John Ostrander crée la version Adam Cray en aout 1990 dans Suicide Squad #44. Une nouvelle version est créée en 2006 sous l'identité de Ryan Choi par Grant Morrison, Gail Simone et John Byrne.

## Biographie

### Ray Palmer (de 1963 à 1990)
Le professeur Ray Palmer travaille à la prestigieuse université de Ivytown. Par hasard, il est tombé sur un fragment d’une étoile naine blanche et a étudié ses miraculeuses propriétés physiques et son unique densité. En utilisant un objectif et des rayons ultraviolets, Palmer découvrit que l’étoile pourrait être employée pour faire rétrécir les objets mais qu’après un moment, ils explosent tous. Palmer a donc conçu un costume qui utilise l’étoile et il apprend bientôt que son « maquillage » génétique lui a permis de manipuler les changements de sa taille. À une taille microscopique, Palmer peut voyager sur des impulsions électroniques dans des téléphones ou dans l'univers subatomique avec une facilité relative.

#### Pouvoirs et aptitudes
The Atom peut contrôler les atomes, les transmettre sous forme de rafale d'énergie. Ses atomes ont la capacité de détruire une ou plusieurs planètes mais il ne fait jamais voir cette capacité par peur de détruire notre galaxie. The Atom peut voler et peut par la même occasion atteindre la vitesse Mach 2. Il est invulnérable et peut résister à la chaleur, il peut aussi manipuler sa taille et son poids. Il a une super force lui permettant de soulever jusqu'à 300 tonnes. Il peut réduire sa taille a l'échelle subatomique et peut créer des explosions atomiques grâce à son armure. Il peut se déplacer dans l'espace, Ray Palmer est aussi un génie de la technologie, il est comparable à Bruce Wayne ou Tony Stark. Un exemple est que son armure de haute technologie, lui permettant d'obtenir de nombreux pouvoirs.

#### Identity Crisis
Dans la mini-série Identity Crisis, Ray Palmer se rapproche de son ex-femme, Jean Loring, à la suite du meurtre de Sue Dibny et d'une agression dont elle aurait été victime. Il découvre toutefois à la fin que c'est elle la responsable des drames qui ont atteint les proches des héros. Après l'avoir accompagnée à l'Asile d'Arkham, il disparaît en rétrécissant.

### Ryan Choi (2006)
Un nouvel Atom est introduit dans le one-shot Brave New World de Grant Morrison, avant le lancement d'une nouvelle série scénarisée par Gail Simone et dessinée par John Byrne intitulée The All-New Atom.

## Apparitions dans d'autres médias

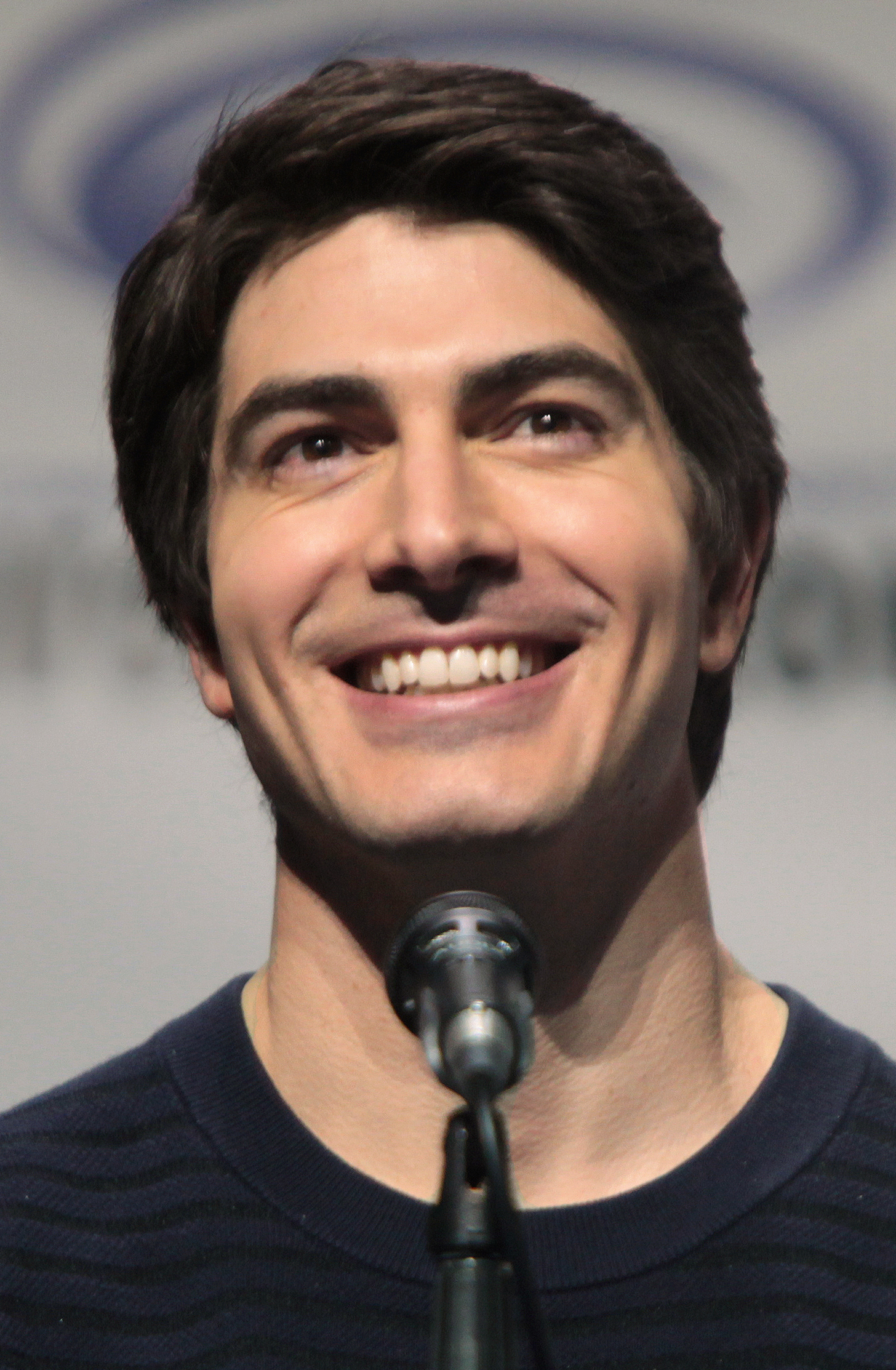
Brandon Routh incarne Ray Palmer dans le Arrowverse

Sauf indication contraire, les informations mentionnées dans cette section peuvent être confirmées par la base de données cinématographiques IMDb,  présente dans la section « Liens externes ».

### Télévision
Doublé par John C. McGinley dans la série d'animation Justice League
- 2001-2006 : Justice League (série d'animation) – Dans l'épisode Deuil, Vandal Savage lui vole une petite étoile blanche afin de l’utiliser pour contrôler le monde mais il a heureusement été arrêté par la Ligue. L'Atome est souvent appelé en reconnaissance, en surveillance ou pour résoudre des problèmes complexes que le combat est impuissant à régler. Tout en étant microscopique, la densité de l’étoile permet à Palmer d’égaler la force d’un humain normal, mais, en dépit de tout ceci, l’Atome est quand même souvent sous-estimé en tant que super héros. Quand Amazo est revenu sur terre (dans l’épisode le Retour de l'Androïde) pour éliminer Lex Luthor, l’Atome a aidé ce dernier à finir son canon laser qui était censé neutraliser Amazo. Bien qu’ils n’aient pas réussi, l'Atome a prouvé non seulement ses connaissances étendues, mais également son inquiétude pour la vie de Luthor, et donc sa profonde humanité. Plus tard, l’Atome est revenu pour aider la Ligue à détruire une machine qui s’auto réplique (dans l’épisode Cœur noir). L’Atome a infiltré le « cœur principal » et lui a provoqué une crise cardiaque en bloquant l’un des tubes pompant le liquide en elle…
- 2012-2013 : La Ligue des justiciers : Nouvelle Génération (série d'animation)

Interprété par Glenn Hoffmann dans la série Smallville
- 2009 : Smallville (série télévisée) – Sous les traits de Al Pratt, le personnage apparait dans la saison 9 de la série.

Interprété par Brandon Routh dans le Arrowverse
- 2014-2020 : Arrow (série télévisée) – Ray Palmer est un homme d'affaires et inventeur, il rachète la société d'Oliver Queen afin de pouvoir aider à la reconstruction de Starling City où règne la criminalité. En parallèle, il se lance dans la fabrication d'une armure de combat afin de devenir un justicier, décision qu'il a prise quelques mois plus tôt après avoir assisté au meurtre de sa fiancée Anna par les hommes de Deathstroke. Il s'agit du projet A.T.O.M (Advanced Technology Operating Mechanism). Lors d'un test de miniaturisation dans son laboratoire, il déclenche accidentellement une explosion qui semble le tuer. Néanmoins, il réapparait lors de la saison 4 où l'on découvre que l'accident a eu pour effet de le miniaturiser et qu'il est depuis retenu captif par Damien Darhk qui cherche à s'approprier sa technologie.
- 2014-2022 : Flash (série télévisée) – Ray se rend à S.T.A.R. Labs afin de perfectionner sa combinaison.
- 2016-2021 : Legends of Tomorrow (série télévisée) – Ray est recruté par le voyageur temporel Rip Hunter qui monte une équipe pour mettre fin aux agissements de l'immortel Vandal Savage à travers le temps. Dans cette série, il semble avoir acquis le pouvoir de changer de taille à volonté.
- 2019 : Supergirl (série télévisée) – Ray apparaît lors du crossover Crisis on Infinite Earths
- 2019 : Batwoman (série télévisée) – Ray apparaît lors du crossover Crisis on Infinite Earths

Interprété par Zheng Kai dans Zack Snyder's Justice League
- 2021 : Zack Snyder's Justice League – Ryan Choi est un associé du Dr. Silas Stone, le père de Victor Stone. Il le soutient activement dans ses recherches sur la vie extraterrestre. À la suite de son décès, il prend la tête de l'entreprise en tant que nouveau directeur.

### Films
Animations
- 2015 : La Ligue des justiciers : Dieux et Monstres

### Jeux vidéo
- 2017 : Injustice 2 : Ryan Choi est disponible sous forme de contenu téléchargeable
- 2018 :  Lego DC Super-Villains Ryan Choi peut être débloqué Avant la 7e missionet en achetant le dlc (contenu additionnel) sur les héros des series